# 충효로 (영천시)
충효로(Chunghyo-ro)는 대한민국의 경상북도 영천시 중앙동에서 시작하여, 동부동을 연결하는 도로이다.

## 노선 경로
- 삼거리 명칭 미상 - 천문로 (국도 제35호선)
- 삼거리 명칭 미상 - 시청로
- 거리 명칭 미상 - 동부로